# Akka Mahadevi

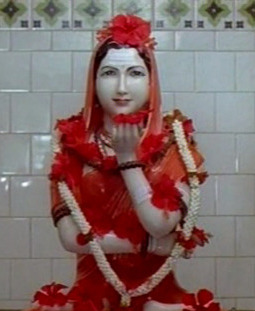
Una murti de Akka Mahadevi consagrada en el temple del seu lloc de naixement, Udathadi.

Akka Mahadevi (ಅಕ್ಕ ಮಹಾದೇವಿ) (Udutadi, Karnataka, estat de L'Índia, c. 1130–1160) va ser una de les primeres poetes de la literatura kannada i una persona important en la secta Lingayat de l'hinduisme en el segle xii . Els seus 430 poemes Vachana (una forma de poemes místics espontanis), i els dos escrits curts anomenats Mantrogopya i Yogangatrividhi es consideren la seva contribució més notable a la literatura kannada. Va compondre menys poemes que altres sants del moviment. El terme Akka ("germana major") és un honor que li van atorgar els grans sants de Lingayat com Basavanna, Siddharama i Allamaprabhu i una indicació de l'important lloc que ocupava en les discussions espirituals celebrades en el "Anubhava Mantapa". [cita   Se la considera una dona inspiradora en la literatura kannada i en la història de Karnataka. Considerava al déu Shiva ('Chenna Mallikarjuna') com el seu espòs, (tradicionalment entès com la forma de devoció 'madhura bhava' o 'madhurya'). [cita 

## Biografia
Akka Mahadevi va néixer en Udutadi, a prop de Shivamogga en l'estat indi de Karnataka al voltant del 1130. Alguns estudiosos suggereixen que va néixer d'una parella anomenada Nirmalshetti i Sumati, tots dos devots de Shiva. Poc se sap sobre la seva vida, encara que ha estat objecte de reivindicacions hagiogràfiques i mitològiques, basades en la tradició oral i els seus propis escrits. Un dels seus escrits, per exemple, sembla que recull les seves experiències en abandonar el seu lloc de naixement i la seva família per a anar a la recerca de Shiva.
Tharu i Lalita també documenten l'afirmació popular que un rei jainista local anomenat Kaushika va intentar casar-se amb ella, però que ella el va rebutjar, triant en canvi encomanar-se a la deïtat Shiva. No obstant això, les fonts medievals que formen la base d'aquest relat són ambigües i no concloents. Inclouen una referència a un dels seus propis poemes o vachanas, en el qual estableix tres condicions per a casar-se amb el rei, incloent poder dedicar el temps que estimés oportú a la devoció o a la conversa amb altres erudits i figures religioses, en lloc de dedicar-li al Rei. L'erudit i poeta medieval Harihara suggereix en la seva biografia d'ella que el seu matrimoni va ser purament nominal, mentre que altres relats de Camasara suggereixen que les condicions no van ser acceptades i que el matrimoni no va arribar a produir-se.
El relat de Harihara afirma que el rei Kaushika va violar les condicions que ella havia establert, llavors Akka Mahadevi va abandonar el palau, renunciant a totes les seves possessions, inclosa la roba, per a viatjar a Srisailam, llar del déu Shiva. Altres relats alternatius suggereixen que l'acte de renúncia de Akka Mahadevi va ser en resposta a les amenaces del rei després que ella rebutgés la seva proposta. És probable que visités la ciutat de Kalyana en el camí, on va conèixer a altres dos poetes i figures prominents del moviment Lingayat, Allama i Basava. Es creu que va viatjar, cap al final de la seva vida, a les muntanyes Srisailam, on va viure com a asceta i finalment va morir. Un vachana atribuït a Akka Mahadevi suggereix que cap al final de la seva vida el Rei Kaushika la va visitar allí i va buscar el seu perdó.

## Mitologia

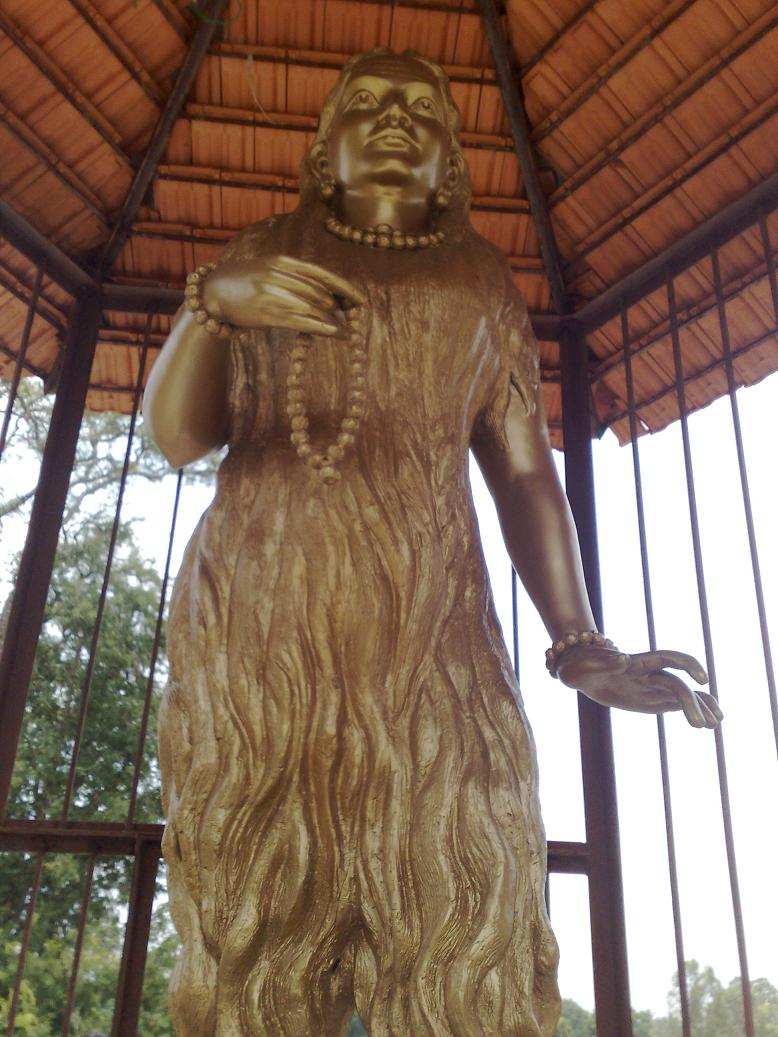
Una estàtua de Akka Mahadevi instal·lada en el seu lloc de naixement, Udathadi

Els estudiosos moderns la consideren una figura prominent en el camp de l'emancipació femenina. Sent el seu nom familiar en Karnataka, va escriure que era una dona només de nom i que la seva ment, cos i ànima pertanyien al seu Senyor Shiva . En una època plena de conflictes i incertesa política en el segle xii , va triar la il·luminació espiritual i es va mantenir ferma en la seva elecció. Va participar en convocacions d'erudits com Anubhavamantapa en Kalyana (ara Basava Kalyana) per a debatre sobre filosofia i il·luminació (o Moksha, denominada per ella com "arivu"). A la recerca de la seva ànima bessona eterna, el seu Senyor Shiva, va fer d'animals, flors i ocells els seus amics i companys, rebutjant la vida familiar i la inclinació mundana.
La cerca de la il·luminació per part d'Akka es recull en els seus poemes de llenguatge senzill però de gran rigor intel·lectual. La seva poesia explora el seu rebuig vers l'amor mortal o terrenal en favor de l'amor etern de Déu. Les seves vachanas parlen també sobre els mètodes que ha de seguir el recercador envers el camí de la il·luminació, com per exemple matar l'ego, domar els desitjos i els sentits, etc.
Kausika era jainista, un grup que solia ser ric i contra el qual estava ressentit la resta de la població. Ella va rebutjar la seva vida de luxe per a viure com una santa poeta errant, viatjant per tota la regió i cantant lloances al seu Senyor Shiva. Va ser a la recerca de companys en la cerca o sharanas perquè es creu que la companyia del sant o sajjana sanga accelera l'aprenentatge. Va trobar la companyia d'aquests sharanas en Basavakalyana, Districte de Bidar i va compondre molts vachanas en lloança a ells. Les seves formes inconformistes van causar consternació en la societat conservadora de l'època: fins i tot el seu últim guru Allama Prabhu va tenir dificultats per a incloure-la en les reunions en Anubhavamantapa.
Una veritable asceta, es diu de Mahadevi que es va negar a usar roba de cap mena, una pràctica comuna entre els ascetes masculins, però xocant en una dona. La llegenda diu que a causa del seu amor veritable i la seva devoció a Déu, el seu cabell va ocultar tot el seu cos.

Tots els sharnas de Anubhavamantapa, especialment Basavanna, Chenna Basavanna, Kinnari Bommayya, Siddharama, Allamaprabhu i Dasimayya la saluden amb la paraula "Akka". De fet, és d'ara endavant quan es converteix en Akka, que vol dir germana gran. Allama li mostra una altra manera d'aconseguir el goig transcendental de la unió definitiva amb el Senyor Chenna Mallikarjuna. Akka deixa a Kalyana amb la següent vachana: 
"Havent vençut les sis passions i havent-me convertit

en la trinitat del cos, el pensamient i la parla;

Havent acabat amb la trinitat i havent-me convertit en dos - Jo i l'Absolut

Havent acabat amb la dualitat i havent-me convertit  en una unitat

ha estat degut la gràcia de tots vosaltres.

Saludo a Basavanna i a tots els aquí reunits

Beneïda vaig esser per Allama el meu Mestre...

Beneeix-me perquè m'uneixi al meu Chenna Mallikarjuna

¡Adeu! ¡Adeu!"
 A la primera fase de la seva vida, va renunciar a les seves possessions i a les distraccions mundanes; en la segona, va descartar totes les regles i regulacions que tenen a veure amb les possessions. A la tercera fase, va començar el seu viatge cap a Srishila, on es troba el temple de Chenna Mallikarjuna, és un lloc sagrat per als devots de Shiva des d'abans del segle xii . El viatge espiritual de Akka va acabar en Kadali, l'espessa àrea forestal de Shrisaila (Srisailam) on se suposa que va experimentar la unió (aikya) amb Chennamallikarjuna. Un dels seus famosos vachana es tradueix com: 
Les persones,

home i dona,

es ruboritzen quan un drap que cubreix les seves vergonyes 

es desprèn

Quan el senyor de les vides

viu ofegat sense un rostre

en el món, com pots ser modest?

Quan tot el món és l'ull del Senyor,

mirant a tot arreu, ¿que pots

cobrir i ocultar?
 La seva poesia exhibeix el seu amor per Chenna Mallikarjuna, i per l'harmonia amb la naturalesa i la vida senzilla.

Ella va cantar: 
Per la fam, hi ha l'arròs de la vila en el bol de la mendicitat,

Per la set, hi han els estanys i els rierols i els pous

Per dormir les ruïnes del temple estan bé

Per la companyia de l'anima et tinc a tu, Chenna Mallikarjuna

## Obres
Les obres de Akka Mahadevi, com les de molts altres poetes del moviment Bhakti, poden rastrejar-se mitjançant l'ús del seu ankita, o el nom de la signatura amb la qual es va dirigir a la figura de la seva devoció. En el cas de Akka Mahadevi, ella usava el nom Chennamallikarjuna per a referir-se al déu Shiva. El nom Chennamallikarjuna es pot traduir de diverses maneres, però la traducció més coneguda és la de l'erudit i lingüista A.K. Ramanujan, qui ho interpreta com a "Senyor, blanc com el gessamí". Una traducció més literal seria 'El bell Arjuna de Mallika', segons Tharu i Lalita.
Basant-se en l'ús del seu ankita, s'atribueixen a Akka Mahadevi al voltant de 350 poemes lírics o vachanas. Les seves obres utilitzen sovint la metàfora d'un amor il·lícit o adúlter per a descriure la seva devoció a Chennamallikarjuna (Shiva). La lletra mostra a Akka Mahadevi buscant activament una relació amb Chennamallikarjuna (Shiva), i toca temes d'abandó, amor carnal i separació.
Els textes directes i francs que va escriure Akka Mahadevi han estat descrits com l'encarnació d'una "il·legitimitat radical" que reexamina el paper de les dones com a actors amb volició i voluntat, reaccionant contra les institucions i costums socials establerts. A vegades utilitza potents imatges sexuals per a representar la unió entre el devot i l'objecte de la devoció. Les seves obres desafien la percepció comuna de la identitat sexual; per exemple, en una vachana suggereix que la creació, o el poder del déu Shiva, és masculina, mentre que tota la creació, inclosos els homes, representen el femení: " Vaig veure a l'altiu mestre Mallikarjuna / per a qui els homes, tots els homes, no són més que dones, esposes". En alguns vachanas, ella es descriu a si mateixa com a femenina i masculina.

Les obres de Akka Mahadevi, com les de moltes d'altres poetes bhakti, toquen temes d'alienació: tant del món material com de les expectatives i costums socials relatius a la dona. Veient insatisfactòries les relacions amb homes mortals, Akka Mahadevi les descriu com a espines que s'amaguen sota fulles llises, poc fiables. Sobre el seu marit mortal, diu: "Agafa aquests marits que moren, es podreixen i alimenta'ls amb els focs de la teva cuina!" . En un altre vers, expressa els conflictes de ser esposa i devota com 
Marit endins, amant afora.

No puc manegar als dos.

Aquest món i aquell altre, no puc manegar a tots dos.

## Traduccions i llegat
A.K. Ramanujan va ser el primer a popularitzar les vachanas en traduir-les en una col·lecció anomenada Parlant de Siva. L'erudit postcolonial Tejaswini Niranjana va criticar aquestes traduccions per convertir les vachanas en poesia universalista moderna llista per a ser consumida per Occident en Siting Translation (1992). [cita  El traductor de kannada Vanamala Vishwanatha està treballant actualment en una nova traducció a l'anglès, que pot ser que es publiqui com a part de la Biblioteca clàssica de Murty.
Akka Mahadevi continua ocupant un lloc significatiu en la cultura i la memòria populars, amb carrers i universitats que porten el seu nom. En 2010, es va descobrir un baix relleu que data del segle xiii  prop de Hospet en Karnataka, i es creu que és una representació de Akka Mahadevi.